# Marxistische Arbeiterschule
Die Marxistische Arbeiterschule (Abkürzung: MASCH oder MASch) war eine auf Beschluss der Berliner Bezirksleitung der KPD 1925 gegründete Bildungseinrichtung vor allem für Arbeiter, die sich zu einer bedeutenden Bildungseinrichtung entwickelte. Mitbegründer waren Hermann Duncker, Johann Lorenz Schmidt, Eduard Ludwig Alexander. Leiter der MASCH wurde Hermann Duncker. Nach ihrer Machtergreifung lösten die Nationalsozialisten im Frühjahr 1933 die Marxistischen Arbeiterschulen auf.

## Geschichte
Die Marxistische Arbeiterschule stand in der Tradition der Arbeiterkulturbewegung mit ihren gewerblichen und Arbeiterbildungsvereinen. Unter den Repressalien des Sozialistengesetzes wurden sozialdemokratische- und Arbeitervereine auch als Fortbildungsvereine neu gegründet. Die proletarischen Vereine eröffneten Arbeiterbibliotheken, so z. B. 1861 in Leipzig, wo August Bebel Vorsitzender der Bibliothekskommission des dortigen Arbeitervereins war. Er formulierte sinngemäß das Ziel, Wissen, Kunst und Kultur der bürgerlichen Vormundschaft zu entreißen und „dem bereits vorhandenen Wissen das zu entnehmen, was dem eigenen revolutionären Emanzipationskampf der Arbeiterklasse nützte.“ Zudem traten die Anhänger des Vereins Vorwärts damals schon für eine politische Bildung ein.
Nach der Spaltung der deutschen Arbeiterbewegung (Abspaltung der USPD von der SPD und Gründung der KPD) verfolgten die Kommunisten unter dem Eindruck des Ersten Weltkrieges klar das Ziel einer sozialistischen Revolution ähnlich der Oktoberrevolution 1917 in Russland. Die junge Sowjetunion war das Vorbild. Die Novemberrevolution 1918 in Deutschland und die Bildung von Arbeiter- und Soldatenräten bis hin zu Räterepubliken wurden maßgeblich von den Kommunisten mitgetragen, gaben ihnen Ansporn und ihre historische Daseinsberechtigung.
Neben der ideologischen Auseinandersetzung mit der SPD kam für die KPD neu in der Weimarer Republik die Auseinandersetzung mit den Nationalsozialisten hinzu, die nicht nur politisch und im Wahlkampf stattfand, sondern zu offenen und teilweise militanten Straßenkämpfen und Saalschlachten führte.
Aus Sicht der KPD musste ihre Anhängerschaft über die bisherigen sozialdemokratischen und gewerkschaftlichen Bildungs- und Gesellschaftsziele hinaus dafür politisch und intellektuell geschult, ausgerichtet und gestählt werden.
Die Gründung der Marxistischen Arbeiterschule 1926 war eine folgerichtige Konsequenz.
Schon 1932 war die MASCH zunehmend Ziel staatlicher Repressionen geworden. Am 25. November 1932 wurde das Zentralgebäude von Schupo und Politischer Polizei besetzt, mehrere Personen verhaftet, das Lehrerverzeichnis beschlagnahmt. Hausdurchsuchungen bei Dozenten folgten.

## Ziele
Die MASCH sah ihre Aufgaben in der Verbreitung kommunistischer Ideen. Dabei wurden die theoretischen Grundlagen des Marxismus und des aufkommenden Leninismus vermittelt. Ziel war mit anderen Worten, „eine allgemein zugängliche Lehrstätte zu schaffen, in welcher der werktätigen Bevölkerung Berlins die Möglichkeit gegeben werden sollte, die Grundlehren des unverfälschten Marxismus und ihre Anwendung auf alle Gebiete des proletarischen Lebens und Kampfes zu erlernen“.
Ganz konkret ging es auch um Handwerkszeug für die kommunistische Agitation und Propaganda in Wort und Kunst. So wurden interessierte Laien durch Künstler der Assoziation revolutionärer bildender Künstler (kurz ASSO, abgekürzt ARBKD) im Entwerfen und Gestalten von Propagandamaterial geschult.
Neben den historischen oder aktuellen politischen Inhalten diskutierte man über medizinische Themen, den Fortschritt in Technik und Naturwissenschaften und natürlich Gemeindeangelegenheiten. Es gab Kurse in Stenographie, Maschinenschreiben, Russisch, Englisch, Strafrecht, Sozial- und Kommunalpolitik, Recht und Vorträge zu Themen aus Kultur, Künsten, Literatur, Film, Radio, Fotografie, Theater, Musik, Naturwissenschaften (Einstein sprach über das Thema Was der Arbeiter von der Relativitätstheorie wissen muss), Medizin, Sport, Sexualität, Kinder, Erziehung, die Sowjetunion, Fremdsprachen (einschließlich Chinesisch, Japanisch und Esperanto), Psychoanalyse und Individualpsychologie, Rhetorik, Bibliothekswesen, Orthografie und Grammatik, Rechnen sowie Probleme von Frauen und Jugendlichen. Auch der Faschismus in seiner italienischen und deutschen Ausprägung wurde immer wieder analysiert.
In Einzelfällen unterstützte die MASCH Auslandsbesuche, so 1932 die China-Reise des Soziologen und Sinologen Karl August Wittfogel.
Teilnehmer an der MASCH traten in vielen Fällen unter dem Eindruck der Schulungen und Propaganda in die KPD ein.
Die MASCH sollte eine möglichst breite Masse in ganz Deutschland erreichen. 1932 gab es MASCH-Ableger in 36 großen deutschen Städten sowie zahlreiche Filialen in Kleinstädten, darunter u. a. in

- Berlin-Mitte in Räumlichkeiten im Schicklerhaus in der Schicklerstraße 6 und im damaligen Humboldt-Gymnasium in der Gartenstraße 25
- Bochum
- Brandenburg (Havel)
- Breslau VIII über Rudolf Fochler, Marthastr. 15 III
- Chemnitz über Max Uhlig, Würzburger Str. 52
- Danzig
- Dessau
- Dresden-A 5 über Gerhard Grabs, Gambrinusstr. 13
- Düsseldorf, Schulbüro Immermannstr. 24
- Duisburg über Herzog, Waldstr. 141
- Elberfeld
- Erfurt über A-I-Z, Schweriner Str. 8; Internationale Arbeiterhilfe, Thomasstr. 56; Internationaler Bund, Eimergasse 24
- Essen über Proletarische Freidenker, Kastanienallee 74
- Frankfurt am Main über Internationale Arbeiterhilfe, Große Friedberger Str. 23 II
- Gelsenkirchen
- Hagen (Westfalen) über Felix Domitra, Altenhagener Str. 43
- Halle (Saale) über Fritz Kitzel, Turnerweg 18
- Hamburg 36, Schulbüro Kaiser-Wilhelm-Str. 85 I
- Köln-Ehrenfeld über B. Elias, Leyendeckerstr. 38
- Königsberg
- Leipzig C, Schulbüro Dösener Weg 23
- Nürnberg[6], Kopernikusstr. 7–9
- Recklinghausen
- Remscheid
- Solingen über E. Hartkopf, Merscheid, Mittelgönrather Str. 46
- Stuttgart, Kolbstr. 4b
- Wuppertal-Barmen über Ernst Seidel, Waldhof 5

Neue Filialen wurden in Zürich, Wien und Amsterdam gegründet, Vorbereitungen unter anderem für London getroffen. Weitere Schulen waren in Eisenach, Gotha, Hannover, Heidelberg, Heilbronn, Jena, Mannheim, München, Würzburg geplant.

## Lehrer, Vortragende und Funktionäre an der MASCH (Auswahl)
Andreas Peglau (Berlin) veröffentlichte eine Kopie des Auszuges aus dem Lehrerverzeichnis 1931/32.
Dozenten, Lehrer und Vorlesende waren neben den Angestellten und Funktionären der KPD engagierte Politiker, Künstler und Wissenschaftler, die der Arbeiterbewegung aufgeschlossen gegenüber standen. Darunter waren u. a.:

- Eduard Ludwig Alexander
- Hilde Benjamin
- Julian Borchardt
- Franz Dahlem[2]
- Philipp Dengel[4]
- Hermann Duncker
- Albert Einstein[2]
- Hanns Eisler
- Karl Ferlemann
- Alfred Frank
- Walter Gropius[2]
- Kurt Hager
- Felix Halle
- Linus Hamann
- John Heartfield[2]
- Fritz Heckert[2]
- Otto Heller
- Georg Henke
- Edwin Hoernle[2]
- Lothar Hofmann
- Bernhard Karlsberg
- Max Keilson
- Egon Erwin Kisch[2]
- Hermann Werner Kubsch
- Jürgen Kuczynski
- Alfred Kurella
- Barbara Lantos[2]
- Georg Lukács
- Kurt Massloff
- Willi Münzenberg[2]
- Alexander Neroslow
- Theodor Neubauer[2]
- Fritz Perls[2]
- Erwin Petermann
- Erwin Piscator[2]
- Annie Reich[2]
- Wilhelm Reich[2]
- Ludwig Renn[2]
- Albert Rosenfelder
- Ernest J. Salter
- Diethelm Scheer
- Otto Josef Schlein
- Johann Lorenz Schmidt
- Ernst Schneller
- Max Scholz
- Fritz Schulze
- Anna Seghers[2]
- Manès Sperber[2]
- Bruno Taut[2]
- Helene Weigel[2]
- Erich Weinert[2]
- Karl August Wittfogel
- Friedrich Wolf[2]

## Schüler, Kursteilnehmer an der MASCH (Auswahl)
Schüler und Teilnehmer rekrutierten sich aus den verschiedenen Schichten der Gesellschaft. In vielen Fällen nutzten arbeitslose Interessierte diese Zeit für ihre Bildung. Kursteilnehmer waren u. a.:

- Karl von Appen
- Annemarie Balden-Wolff
- Éva Besnyő
- Joseph Ekwe Bilé
- Werner Böhnke
- Bertolt Brecht
- Elfriede Brüning
- Max und Charlotte Burghardt
- Gert Caden
- Eugen Eberle
- Martin Hänisch
- Ernst Hansch
- Bruno Leuschner
- Ludwig Marmulla
- Charlotte Müller
- Erich Rackwitz
- Otto Rischbieter
- Kurt Schwaen
- Johann Schwert
- Ernst Wolf

## Arbeitsweise und Ergebnisse
Die Bildung erfolgte in Kursen, Unterkursen und den Semester-Schulungen bzw. -Vorlesungen. Daneben wurden Dampfer-Schulungsfahrten und Tageskurse organisiert oder sowjetische Filme aufgeführt. Es gab Acht-Tage-Schulen für Funktionäre, Lehrerschulen, Tageskurse für Erwerbslose u. a.
Die Kurse für Arbeiter und Arbeiterinnen kosteten nur wenige Pfennige und die Lehrenden arbeiteten unentgeltlich. Um über das Heimstudium Arbeiter zu erreichen, die nicht regelmäßig an den Kursen teilnehmen konnten, wurden von Duncker, Wittfogel und Goldschmidt die Hefte der Marxistischen Arbeiter Schulung (MAS) Geschichte der Internationalen Arbeiterbewegung und Politische Ökonomie herausgegeben.
Als Gegner bzw. Konkurrenten sah die KPD „die bürgerlichen und sozialistischen sogenannten ›Hochschulen‹“. Offenbar war die MASCH im Vergleich zu diesen recht erfolgreich, zumindest die SPD-nahen Hochschulen wurden wohl nicht in gleichem Maße von der Berliner Bevölkerung genutzt, was Vertretern der bis 1930 in Deutschland, bis 1932 in Preußen Regierungsverantwortung (mit-)tragenden Sozialdemokratie negativ aufstieß:

„Beunruhigt über die ›rein zahlenmäßigen Erfolge‹ der MASCH empfahl Leo Friedjung in der Monatsschrift des Reichsausschusses für Sozialistische Bildungsarbeit, ›die nötigen Schlüsse für […] die eigene Schulung der Parteigenossen und der mit der Bewegung Sympathisierenden zu ziehen‹, denn ›tausende junge Arbeiter gehen durch die Kurse der MASCH und werden dort im Sinne der Anweisungen der Komintern dressiert, tausende neuer Propagandisten werden hier gezüchtet‹.“

Die Marxistische Arbeiterschule ging aber in der praktischen Arbeit offenbar recht undogmatisch vor. Schon im Untertitel bezeichnete sie sich als „Die Hochschule der Werktätigen“. Sie wurde auch von Angehörigen anderer sozialer Gruppen wie der „Intelligenz“ intensiv genutzt, und es wurde offenbar niemand ausgeschlossen, weil er zur „Bourgeoisie“ gehörte. Teilweise wurden sogar „Vertreter gegnerischer Auffassungen“ gezielt eingeladen. Ein „interner Bericht“ aus den Jahren 1927/28 gab an, dass drei Viertel der Hörer parteilos seien.
1925 hatte die MASCH 25 Hörer, 1931/1932 dann 5000. Die Zahl der Dozenten stieg auf 160. Teilweise kamen 700 Hörer zu einer einzigen Abendveranstaltung. Allein im Wintersemester 1929/30 fanden 613 Abendvorlesungen statt, 1932 gab es etwa 2.000 Kurse. Sowohl das technische Personal als auch die Lehrkräfte arbeiteten unentgeltlich (ebd., S. 76f.). Ein Teil der Dozenten war weder KPD-Mitglied noch sonst irgendwie parteilich gebunden. Zum entscheidenden Kriterium für die Aufnahme als MASCH-Lehrer sei immer mehr geworden: „Bist auch du gegen den Faschismus?“ (ebd., S. 154). Auf der 1932er Januarausgabe der MASCH-Zeitschrift Der Marxist prangte der Spruch: „Gegen die Nazi-Theorien!“.

## Weitere Verbindungen
- Künstler wie Bertolt Brecht und Kurt Weill unterstützten die 'MASCH, indem sie ihre Wohnungen zur Verfügung stellten, nachdem die SA 1931 mehrere Vorlesungsräume zerstört hatte.[2]

- Einstein selbst lehrte bis zu seiner Emigration auf Anregung von Anna Seghers an der Marxistischen Arbeiterschule.[10] Damit hatte er laufend Umgang mit weiteren links orientierten Personen wie John Heartfield, Egon Erwin Kisch, Jürgen Kuczynski, Willi Münzenberg, Erwin Piscator, Annie Reich und Karl August Wittfogel. Er hatte auch anderweitig Sympathie für „sozialistische“ Ideen gezeigt.[11]

- Um den Nationalökonomen Arvid Harnack und seine Frau Mildred sammelte sich seit 1932 ein Freundes- und Diskussionskreis aus Mitgliedern der Berliner Marxistischen Arbeiterschule. Dazu gehörten der frühere preußische Kultusminister Adolf Grimme, der Schlosser Karl Behrens, das Ehepaar Greta und Adam Kuckhoff und der Fabrikant Leo Skrzypczynski. Arvid Harnack wollte sie schulen, um nach dem Ende des NS-Regimes ein freies und sozial gerechtes Deutschland mit aufzubauen.

## MASCH in Österreich
In Österreich bildete die KPÖ vor dem Anschluss an Nazideutschland ebenfalls eine MASCH, die in verschiedenen Quelle auch als Marxistische Abendschule bezeichnet wird. Einer der Organisatoren und späterer Leiter war Arnold Reisberg. 1932 wurde Egon Schönhof in den Vorstand der MASCH in Wien gewählt. Die Schule tagte in einem Lokal im Ersten Bezirk. Hier hielt er im Januar 1933 eine erste Vorlesung gegen Faschismus und Nationalsozialismus.